# Жирные альдегиды
Жи́рные альдеги́ды — тип липидов. К ним относятся высокомолекулярные альдегиды, с числом атомов углерода в молекуле выше 12. В клетке являются промежуточными продуктами разложения жиров.

## Получение
Получаются как продукт окисления жирных спиртов и парафинов, или же как продукт разложения жиров.

## Применение
Используются как моющие средства, пластификаторы, растворители, для изготовления волокон и полимеров, как сырьё для получения жирных кислот.

## Биологическая функция
Являются промежуточным продуктом гидролиза жиров в организме (цикл Кребса). Имеют те же функции, что и другие липиды.Содержатся в очень многих органоидах клетки

## Физические свойства
Твёрдые вещества. Содержащие 15-23 атомов углерода в молекуле имеют температуру плавления +65 °C — +85 °C, содержащие больше — выше 90 °C.

## Химические свойства
Аналогичны свойствам других липидов и других альдегидов. Окисляются до жирных кислот.